# 東串良町
東串良町（ひがしくしらちょう）は、鹿児島県の大隅半島にある町。肝属郡に属し、町域の志布志湾を埋立て、志布志国家石油備蓄基地が建設されている。

## 地理
大隅半島の東部に位置し、町域全体が肝属平野となっている。志布志湾に面しており、今後発生が予見されている南海トラフ巨大地震の際には、町内の海岸に最大7mの津波が到達することが予想されている。
- 川：肝属川

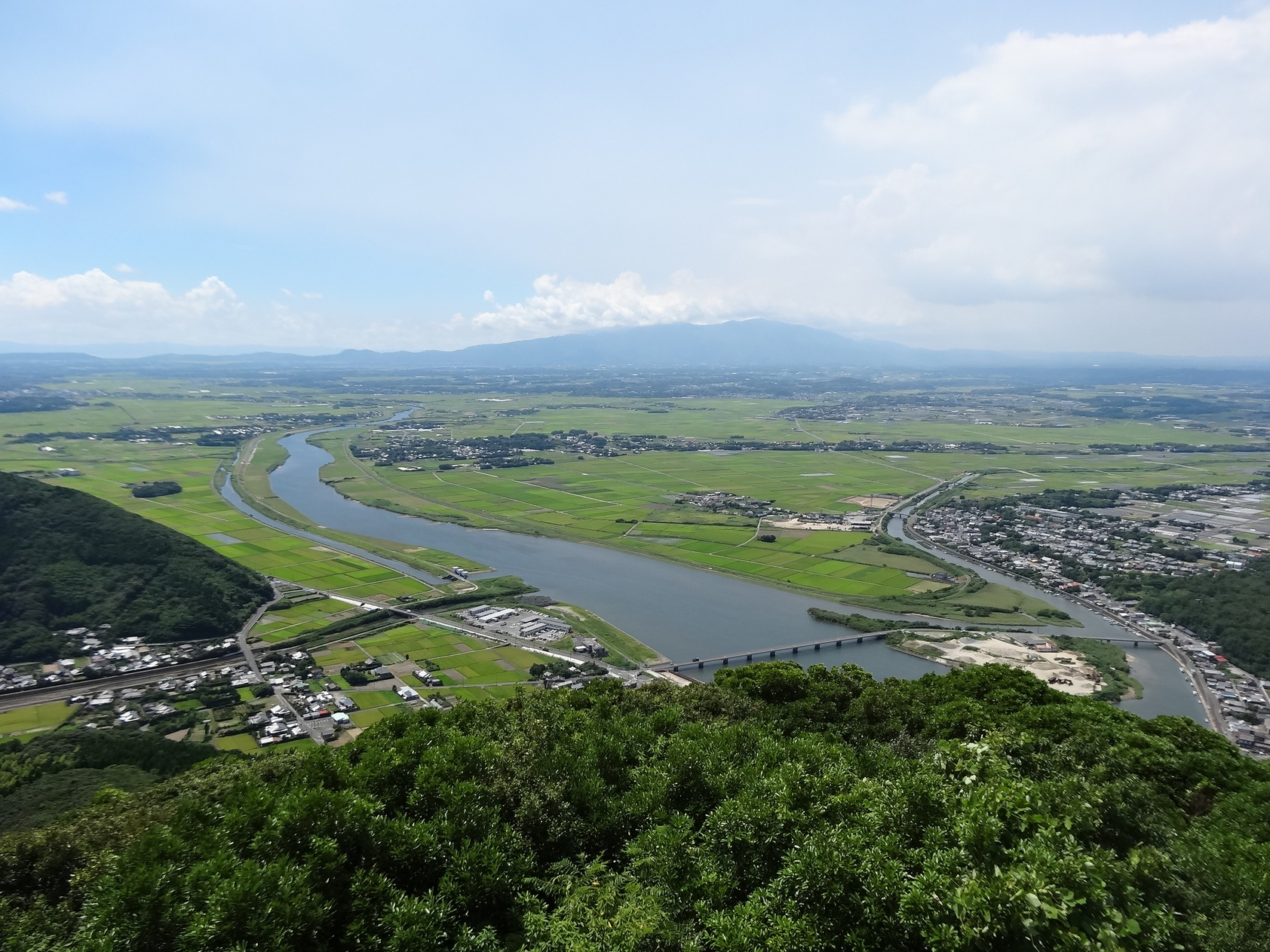
権現山より望む肝属平野（肝属川河口の沖積平野） 肝属川を境に右側（北）が東串良町。右端は柏原の集落
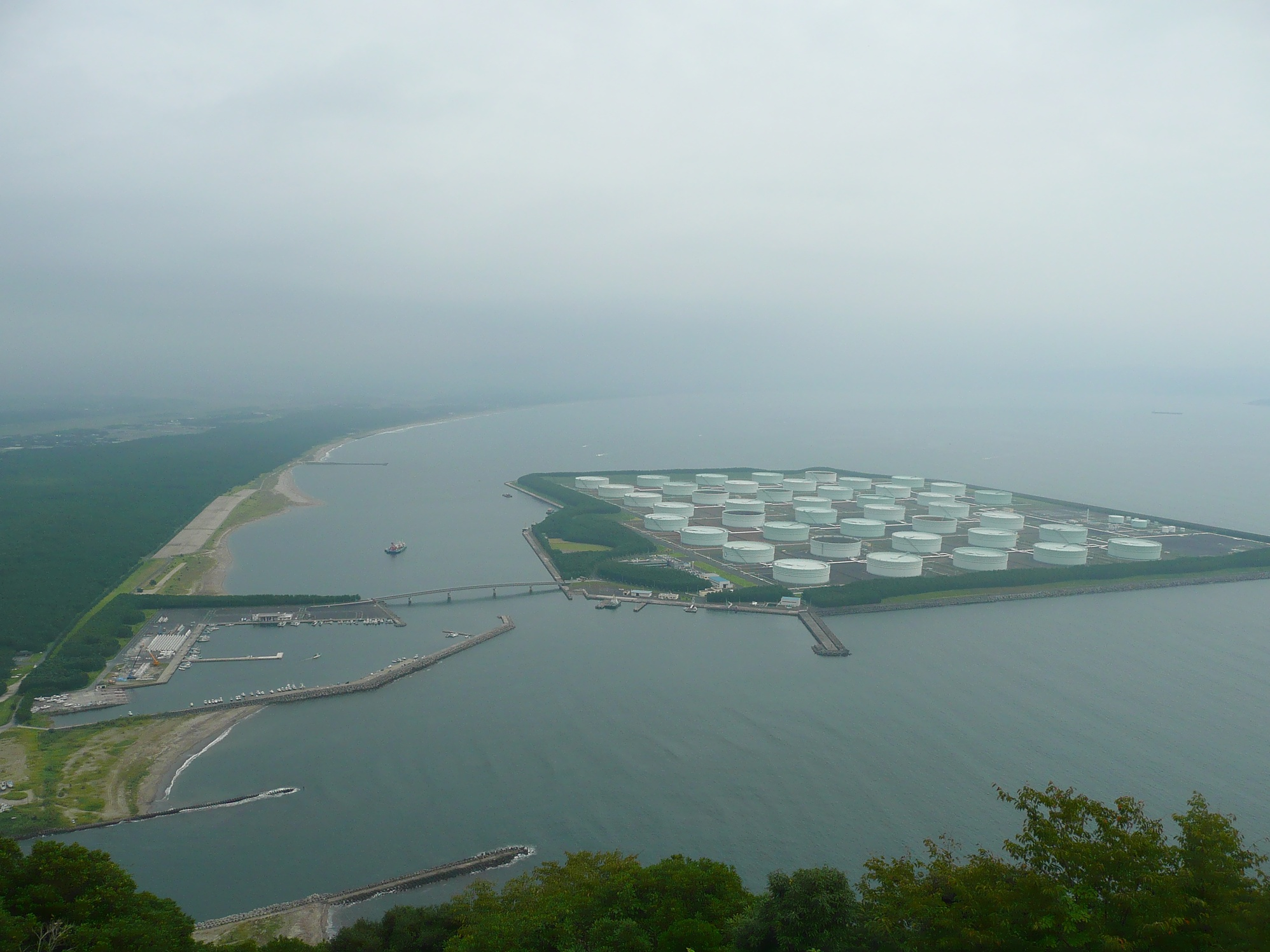
志布志国家石油備蓄基地

### 隣接している市町村
- 鹿屋市
- 肝属郡肝付町
- 曽於郡大崎町

### 地名
- 池之原:中心商業地・豊栄がある。
- 岩弘:かつては、畑が広がる農村であったが、串良バイパス沿いに、商業地が広がり町内で最も賑やかである。
- 川西:官公庁が集まっている。
- 川東:商業地・柏原がある。水産業、施設園芸が非常に盛ん。
- 新川西:古代遺跡群・唐仁古墳群がある。

## 歴史

### 近現代
- 1889年4月1日 - 町村制施行に伴い川西村, 川東村, 柏原町, 新川西村, 唐仁町, 岩弘村, 池之原村, 豊栄町が合併して肝属郡東串良村が成立。串良郷（郷については外城制参照）を東西に分割したもので、後に東西合併の話が持ち上がるが破談となり、「西串良」は後に町制施行し串良町となり、2006年に鹿屋市と合併した。
- 1932年10月1日 東串良村が町制施行。東串良町として、人口9,098人で発足[2]。

## 行政
- 町長：宮原順（2016年3月5日就任、2期目)

歴代町長
- 奥園拓夫（2004年 - 2016年）[3][4]

## 産業
- 農業（ピーマン、キュウリ）
- 畜産
- 水産業（ちりめんじゃこ、炒り子）

## 地域

### 人口
| |                                          |  |
| 東串良町と全国の年齢別人口分布（2005年） | 東串良町の年齢・男女別人口分布（2005年） |  |
| ■紫色 ― 東串良町 ■緑色 ― 日本全国 | ■青色 ― 男性 ■赤色 ― 女性                |  |
| 東串良町（に相当する地域）の人口の推移 \| 1970年（昭和45年） \| 8,977人 \| \| \| 1975年（昭和50年） \| 8,419人 \| \| \| 1980年（昭和55年） \| 8,440人 \| \| \| 1985年（昭和60年） \| 8,254人 \| \| \| 1990年（平成2年） \| 8,119人 \| \| \| 1995年（平成7年） \| 7,868人 \| \| \| 2000年（平成12年） \| 7,530人 \| \| \| 2005年（平成17年） \| 7,122人 \| \| \| 2010年（平成22年） \| 6,802人 \| \| \| 2015年（平成27年） \| 6,530人 \| \| \| 2020年（令和2年） \| 6,237人 \| \| |                                          |  |
| 総務省統計局 国勢調査より |                                          |  |
| 1970年（昭和45年） | 8,977人                                  |  |
| 1975年（昭和50年） | 8,419人                                  |  |
| 1980年（昭和55年） | 8,440人                                  |  |
| 1985年（昭和60年） | 8,254人                                  |  |
| 1990年（平成2年） | 8,119人                                  |  |
| 1995年（平成7年） | 7,868人                                  |  |
| 2000年（平成12年） | 7,530人                                  |  |
| 2005年（平成17年） | 7,122人                                  |  |
| 2010年（平成22年） | 6,802人                                  |  |
| 2015年（平成27年） | 6,530人                                  |  |
| 2020年（令和2年） | 6,237人                                  |  |

| 東串良町の人口推移 1935－2015                                          |
|                                                                        |
| “町政要覧2011年” (PDF). 東串良町. p. 29 (2011年). 2017年10月20日閲覧。 |

### 教育

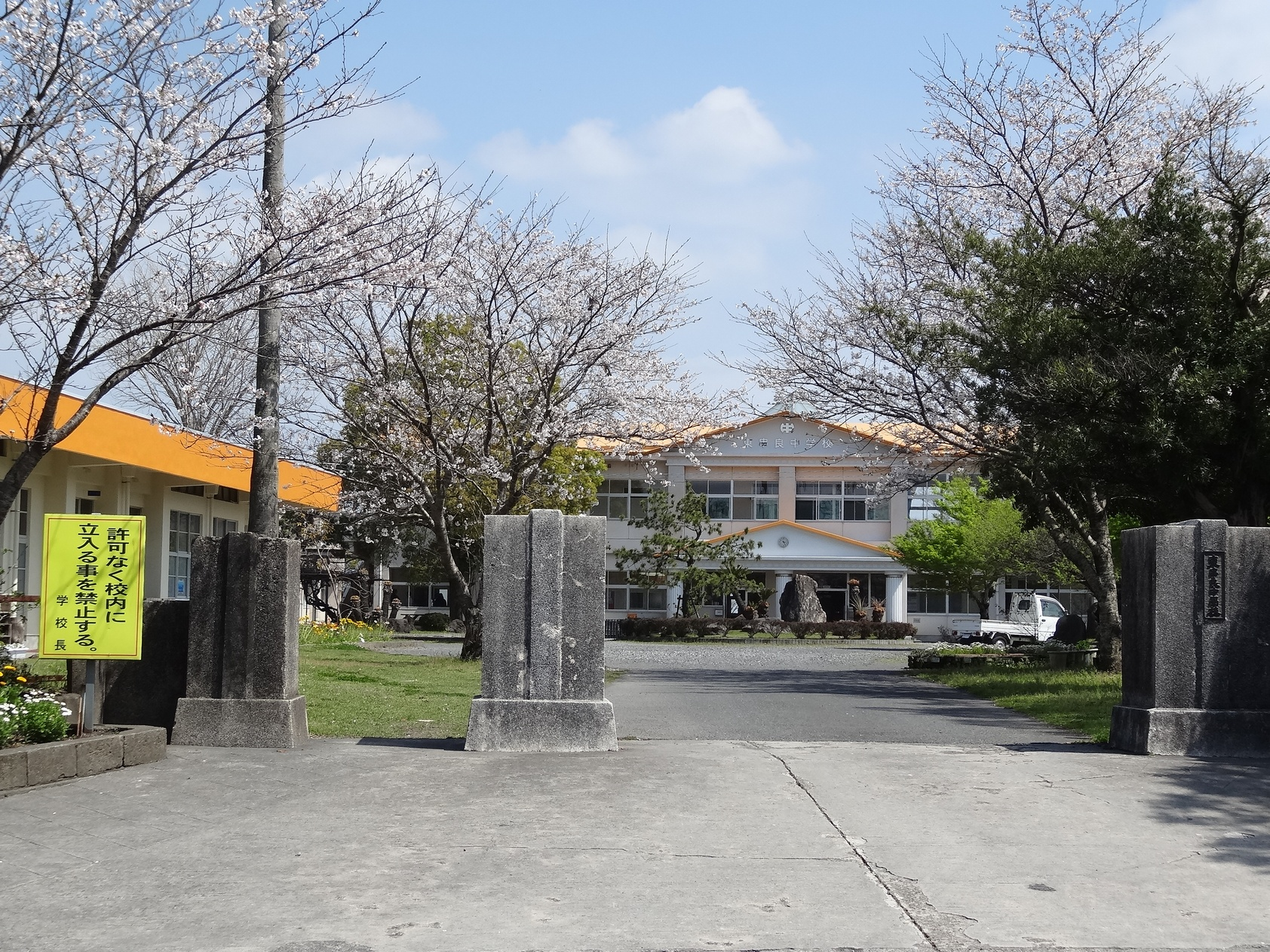
東串良中学校

#### 中学校
- 東串良町立東串良中学校

#### 小学校
- 東串良町立池之原小学校
- 東串良町立柏原小学校

## 交通

### 航空
町域に空港はない。最寄り空港は鹿児島空港。

### 鉄道

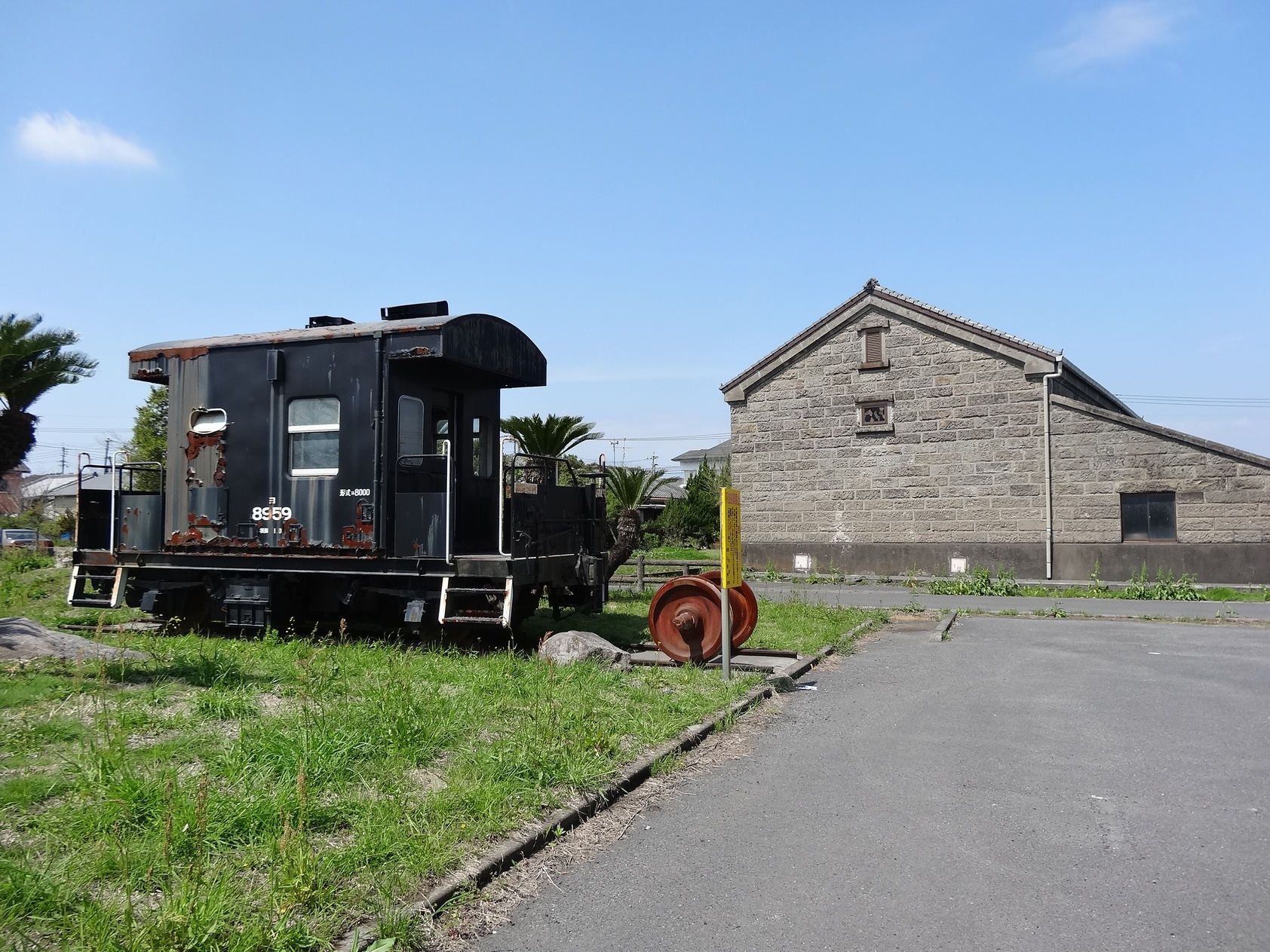
東串良駅跡

町域に鉄道駅はない。最寄り鉄道駅はJR九州日南線志布志駅。
1987年3月13日まで日本国有鉄道大隅線が通っており、町内に東串良駅があった。

### バス路線
- 鹿児島交通
  - 垂水市 - 鹿屋市（古江 - 鹿屋 - 串良） - 東串良町 - 大崎町 - 志布志市

### 道路

#### 高速道路
町域にインターチェンジはない。

#### 一般国道
- 国道220号
- 国道448号

## 名所・旧跡
- 唐仁古墳群（国の史跡）
  - 唐仁大塚古墳（唐仁1号墳）：鹿児島県下最大の前方後円墳。

## 出身人物
- 中倉清（剣道家、剣聖、昭和の武蔵と言われた）
- 池口恵観（宗教家、烏帽子山最福寺法主）